# Масимо (Кремона)
Масимо је насеље у Италији у округу Кремона, региону Ломбардија.
Према процени из 2011. у насељу је живело 14 становника. Насеље се налази на надморској висини од 68 м.